# Jonas Andersson (bågskytt)
Jonas Andersson, född 16 maj 1979, är en svensk bågskytt. Han deltog vid olympiska sommarspelen 2004.